# Lundsgård (Åsum Sogn)
 For alternative betydninger, se Lundsgård. (Se også artikler, som begynder med Lundsgård)
Lundsgård er en større gård i Åsum Sogn. Gården ligger i den nordlige del af sognet lidt øst for bebyggelsen Lunden, som den dog er adskilt fra af Ringvej 3, som går tæt forbi gården. I sammenhæng med vejens anlæggelse blev der tæt på Lundsgård foretaget arkæologiske udgravninger med fund fra både bondestenalder og jernalder.